# San Agustín Acasaguastlán
San Agustín Acasaguastlán («San Agustín»: en honor a su santo patrono Agustín de Hipona; «Acasaguastlán»: del náhuatl, "acasaguastli" o "cacewastli", ambos significan «abanico») es un municipio del departamento de El Progreso, en la región conocida como Corredor Seco en la República de Guatemala. Tiene un área aproximada de 358 km² y la feria titular de San Agustín —patrono del municipio—, se conmemora del 24 al 30 de agosto; el día principal de la feria es el 28 de agosto, en que la Iglesia Católica celebra a San Agustín, obispo y doctor.
En 1897 se inauguró el tramo de San Agustín Acasaguastlán a Puerto Barrios del Ferrocarril del Norte; en ese entonces el Norte de Guatemala era una región no explorada y la construcción de la línea férrea era el inicio de la explotación industrial y comercial de la región. El ferrocarril quedó inconcluso por la caída del precio internacional del café y no se concluyó sino hasta 1908; en ese momento la importancia económica de San Agustín Acasaguastlán se incrementó considerablemente cuando el gobierno del licenciado Manuel Estrada Cabrera dio el ferrocarril en concesión a la empresa estadounidense International Railways of Central America (IRCA), subsidiaria de la United Fruit Company (UFCO).
El ferrocarril dejó de ser rentable para la compañía estadounidense en la década de 1950, cuando el gobierno liberacionista del coronel Carlos Castillo Armas terminó la construcción de la carretera al Atlántico, la que había iniciado el gobierno del coronel Jacobo Arbenz Guzmán precisamente para competir con el monopolio ferrocarrilero de la IRCA.  Sin embargo, la importancia comercial de San Agustín Acasaguastlán no decayó, pues la carretera al Atlántico corre paralela a la línea del ferrocarril, la que a su vez fue construida siguiendo el curso del río Motagua, que pasa por San Agustín.

## Toponimia
Muchos de los nombres de los municipios y poblados de Guatemala constan de dos partes: el nombre del santo católico que se venera el día en que fueron fundados y una descripción con raíz náhuatl; esto se debe a que las tropas que invadieron la región en la década de 1520 al mando de Pedro de Alvarado estaban compuestas por soldados españoles y por indígenas tlaxcaltecas y cholultecas.
El nombre «San Agustín» le fue conferido en honor a su santo patrono Agustín de Hipona; por otra parte, de acuerdo a Ruud Van Akkeren, el topónimo «Acasaguastlán», se deriva de "acasaguastli" o "cacewastli", ambos significando «abanico» conforme a la etimología de las voces náhuatl. De esta forma, el significado del nombre sería «Lugar del abanico», que se refuerza en el hecho de que el nombre maya de la zona era Walil, que se deriva del maya "wal" que también significa abanico.

### Otros topónimos
Existen diferentes vocablos para referirse a «Acasaguastlán», tales como: «Acaceuastlan», «Cazaguastlan», «Casabastlan»,
«Zicazahuastlan», «Acarabastlan»; todos ellos hacen alusión a la situación geográfica del poblado, ya que este se encuentra situado en un cerro de piedra en las márgenes del río Motagua.[cita requerida] 
Sin embargo el vocablo correcto es Acasaguastlán y existen diferentes significados de la palabra entre ellos como:
- «Hacer tiempo templado»
- «Tierra caliente»
- «Junto al agua sucia o ennegrecida»[cita requerida]

## División política
Oficialmente el municipio cuenta con un pueblo, dieciocho aldeas y sesenta y cinco caseríos; existen otras áreas pobladas que han surgido o han crecido en población a partir de la publicación del Diccionario Geográfico Nacional de 1961, pero que no han sido registradas oficialmente desde entonces.
| Nombre                    | Ubicación | Acceso desde la cabecera municipal | Elevación (m s. n. m.) | Latitud    | Longitud    | Breve descripcióm | Caseríos |
| ------------------------- | --- | --- | ---------------------- | ---------- | ----------- | --- | --- |
| San Agustín Acasaguastlán | | Cabecera municipal | N/A                    |            |             | Tiene los barrios El Tamarindo, San Juan, San Pedro Aguahiel, Barrio Río Lato (antiguamente se le conoció como San José Analco, no se sabe cuándo y porque cambió de nombre), San Pablo Guaytán y San Sebastián. | - Las Vueltas: antes paraje. Al lado este del río Lato. - Río Lato: unos 150 m por la ruta nacional 4 al sureste de la cabecera municipal en la margen este del río Lato. |
| Aguahiel Arriba           | En la ribera del río Aguahiel | 11 km por rodera al noroeste | 700                    | 14°58’30”  | 90°01’10”O  | Aunque no existe ningún poblado con el nombre de Aguahiel Arriba, se dice que la Aldea Aguahiel Arriba, de los dos caseríos más grandes, El Jute y Guapinol, se reconoce como su cabecera el primero de estos. | - El Cajón: al lado este del río Aguahiel. Unos 3 km por vereda al sur de la aldea. - El Jute: al sur de la aldea y al oeste del río Aguahiel. En el censo de 1880 apareció así: «Jute, caserío del departamento de Zacapa, depende de la jurisdicción de San Agustín Acasaguastlán. Mide dos manzanas. Los vecinos benefician maderas de construcción; 60 habitantes». Cuenta con escuela rural mixta. - Poxte: 4 km por vereda al suroeste de la aldea. - Guapinol: a 150 m al oeste-suroeste de la aldea. - Matasano: 1 km por vereda al oeste de la aldea. - Pie de la Cuesta: al este del río Aguahiel, 2 km por vereda al sureste de la aldea. |
| Comaja                    | En las riberas del río Comaja | Por camino de revestimiento, de la aldea El Conacaste al suroeste son 3 km a Comaja. De allí al sureste, bordeando el río Comaja, 5 km a la aldea Tulumajillo, sobre la ruta nacional 17. Por esa ruta al este son 5 km a la aldea Santa Gertrudis, en el entronque con la ruta Interoceánica CA-9. Rumbo noreste, de Santa Gertrudis por la CA-9 son 3 km al entronque con la ruta nacional 4 que 3 km en dirección noreste. | 440                    | 14°57’40”  | 90°03’40”   | Tiene la escuela nacional mixta Justo Rufino Barrios. Desea mencionarse que no se puede indicar por ahora cuándo Comaja se redujo a aldea, ya que a la fecha no se ha encontrado documento fidedigno de la época. Posiblemente, ha de haber sido un valle cuando en 1769 el arzobispo Pedro Cortés y Larraz visitó la entonces Parroquia de San Agustín de la Real Corona y no menciona con nombre a Comaja. | - Barranco: al oeste de la aldea, río Comaja de por medio. - El Matochal: 2 km por vereda al noroeste de Comaja, al sur del cerro El Matochal. Toponima: en Guatemala, gran cantidad de matochos, o retoños que brotan al pie de un troncón. - Murul: al oeste de la aldea, río Comaja de por medio. No figura bajo este nombre en el dato preliminar, censo de 1973. |
| Chanrayo                  | Al oeste del río Lato | 10 km por carretera al noreste. | 620                    | 15°00’36”  | 89°57’15”O  | Con el nombre de su época, es mencionado en el Censo de Población de 1880 de la siguiente forma: «Chamayo, aldea del departamento de Zacapa, dista de su cabecera del mismo nombre quince leguas; 244 habitantes. Entre los muchos productos de esta aldea, los principales son: cacao, el café y la caña de azúcar; los indígenas ejercen la industria de tejer sombreros de palma. Hay establecido un correo mensual y depende de la jurisdicción de San Agustín». En esa época San Agustín Acasaguastlán pertenecía al departamento de Zacapa. | - El Conacaste: en la margen este del río Lato, poco menos de 1 km por vereda al este de la aldea. - El Maguey: al oeste del riachuelo El Conté y al este del río Lato, 2 km por vereda al este de la aldea. - El Volcán: a 3 km por vereda al noreste de la aldea Chanrayo, al este del río Lato. |
| El Cimiento               | Al oeste del río Lato | Por vereda hacia el suroeste son 10 km. | 950                    | 15°01’23”  | 89°57’25”.  | | - Albores: ubicado en la sierra de Las Minas, al oeste del río Lato y al norte de la quebrada Albores. - Aguacate: de la aldea por vereda rumbo norte hay 5 ½ km al caserío. - El Baúl: en la margen norte de un afluente del río Lato, al noreste de la aldea. - El Charco: a 1 km por vereda al norte de la aldea. - Montaña de la Juana: a 6 km por vereda al noreste de la aldea. |
| El Conacaste              | | Por vereda rumbo este son unos 4 km a la aldea Aguahiel Arriba. De allí por rodera rumbo sureste, 11 km. | 700                    | 14°58’10”  | 90°02’45”   | El servicio de agua potable se inauguró el 25 de junio de 1971. | - Aguacate - El Limón: 1 km por vereda al sureste de la aldea. - Los Apantes: al oeste del río Aguahiel. |
| El Conté                  | En las márgenes del riachuelo Conté, 1 km al este de la afluencia del mismo en el río Lato. En la sierra de Las Minas.                                        | De El Conté por vereda rumbo sur son 2½ km a la aldea Puerta de Golpe. De allí en dirección al sur 6 km. | 770                    | 15°00’26”  | 89°56’20”   | Toponimia: posible corruptela de la voz kekchí c'anté, que corresponde al nombre indígena del árbol conocido como madrecacao, que también se llama cansín (Gliricidia sepium). Este árbol, de la familia de las leguminosas, se ha utilizado como sombra para los árboles de cacao, o cacaotales y cafetos. Tanto el cacao como el café se cosechaban antes, como se desprende de los datos del Censo Poblacional de 1880: «Conté, aldea del departamento de Zacapa, dista de la cabecera quince leguas; 334 habitantes. Los productos más importantes son el cacao, el café y la caña de azúcar y los naturales cultivan los granos y frutas necesarias para su consumo y fabrican sombreros de palma y petates. Hay un correo mensual». | - Cuchilla de Paja: en las cabeceras de un afluente del riachuelo El Conté, sierra de Las Minas - Chorro: en las cabeceras del riachuelo El Conté - El Terraplén |
| El Rancho                 | En la margen sur del río Grande o Motagua | 8 km por la ruta nacional, y 4 km al suroeste | 290                    | 14°54'55"  | 90°00'25"   | - Antiguamente se le conocía como «El Rancho San Agustín», por su cercanía al actual San Agustín Acasaguastlán, entonces llamado «San Agustín de la Real Corona» conforme a la denominación utilizada durante el período de la Capitanía General de Guatemala. - La población cobró mayor auge al construir el Estado el quinto tramo de Ferrocarril del Norte de Zacapa a El Rancho, durante la administración del general José María Reina Barrios. | - El Callejón - El Puente |
| Escaleras                 | | A 9 km por vereda al norte | 740                    | 14°59’55”  | 89°59’08”O  | | - Chantepe - El Estucal: 3 km por vereda al suroeste de la aldea. - El Terrero: 4 km por vereda al oeste de la aldea. - Peña del Arco: al sur del río Hayvaso, al oeste de la quebrada Escaleras, sierra de Las Minas. 1½ km por vereda al noroeste de la aldea. - El Durazno - El Moján: en la sierra de Las Minas, 3 km por vereda al sur de la aldea. - La Providencia: en la sierra de Las Minas, se origina al este del caserío El Moján. Corre de oeste a este; al oeste del caserío El Jute desagua en el río Lato. |
| Ixcanal                   | En las márgenes del río Aguahiel | 5 km por vereda al oeste de la cabecera | 400                    | 14°56’40”  | 90°00’25”O  | Cuenta con escuela rural mixta. | - Guayasco: al sur del río Aguahiel, 2 km por vereda al este de la aldea y al oeste de la cabecera. Con su nombre de la época aparece mencionado en el Censo de Población de 1880: «Hueyasco, caserío del departamento de Zacapa, depende de San Agustín Acasaguastlán. Los vecinos tienen la industria especial de fabricar sombreros de palma. Los terrenos miden tres manzanas y residen allí 151 habitantes; algunos indígenas extraen de un árbol llamado "lechón" una resma que tiene propiedades particulares; puesta sobre la piel en gran cantidad, produce la caída de la epidermis, como sucede con las cantáridas y la del pelo donde lo hay. Los ladrones utilizan esta última cualidad para desfigurar la marca que los propietarios ponen al ganado para reconocerlo». El 2 de marzo de 1971 se inauguró la escuela; consta de un aula con servicios sanitarios y capacidad para atender cincuenta alumnos en una sola jornada. - Las Sidras: margen norte del río Aguahiel, al oeste de la cabecera municipal y al este de la aldea. |
| Jute de La Cobana         | Entre los ríos El Flautal y San Vicente | Por vereda al sur 4 km a la aldea Comaja y de allí por camino de revestimiento suelto al sur 5 km a la aldea Tulumaje, en la ruta nacional 17 que 4 km a este enlaza con la carretera Interoceánica CA-9, asfaltada, y de allí 16 km rumbo este | 860                    | 14°59’17”  | 90°04’24”   | El 16 de mayo de 1935 se lotíficó entre los vecinos un terreno. | - El Chispal: se encuentra al noroccidente de la aldea El Jute de la Cobana, al oriente del río San Vicente. Tiene acceso desde el Caserío El Morro pasando por la finca La Providencia a 5 km. - El Morro: 1 km por vereda al norte de la aldea, entre la quebrada Piamonte y el río El Flautal, sierra de Las Minas. Cuenta con escuela rural mixta. Toponimia: Crescentia alata, de la familia de las bignoniáceas. Asimismo, puede ser un monte o peñasco pequeño y redondo. - El Rincón: Al norte de la afluencia de la quebrada Piamonte en el río San Vicente, al oeste del río El Flautal, sierra de Las Minas. 3 km por vereda al norte de la aldea. Está localizado por el campo de fútbol de El Morro, El caserío El Morro creció tanto que el Rincón prácticamente es parte de El Morro. - Pacheco: al este del río San Vicente, sierra de Las Minas, 9 km por vereda al norte de la aldea. - Las Pilas: al oeste del río Comaja, 1 km sur Por vereda a la aldea. |
| La Piragua                | En las cabecera del río Timiluya, sierra de Las Minas. | Por vereda sureste 4 km a la aldea. Timiluya, de allí rumbo sur aproximadamente 12 km. | 1.170                  | 15º01’40”  | 90º00’16” O | Cuenta con una escuela rural mixta. | - El Ciprés - El Charcón: en las cabeceras del río Timiluya; en este lugar se encuentra el campo de fútbol de la comunidad. - La Tigra: 4 km por vereda al oeste-suroeste de la aldea. |
| Magdalena                 | Antiguo municipio, convertido luego en aldea de San Agustín Acasaguastlán. En la sierra de Las Minas, al sur de la quebrada Maragüila y al este del río Lato. | En el entronque con la carretera Interoceánica CA-9, 4 km por la ruta nacional 4 al sur. | 265                    | 14°55’08”  | 89°57'38"O  | Por acuerdo guberantivo del 16 de noviembre de 1908, en vista de lo solicitado por los vecinos de Magdalena, para el mejor servicio público se suprimió la municipalidad y la aldea quedó anexada al municipio de San Agustín Acasaguastlán. | - Guaytán - Los Chagüites |
| Pasasagua                 | En las márgenes de la quebrada de Pasasagua. | Por la ruta nacional 17 al este 8 km al caserío Santa Gertrudis, en el entronque con la carretera Interoceánica CA-9. De allí 3 km noreste al entronque con la ruta nacional 4, 3 km al noreste. | 370                    | 14º55’35”  | 90º04’36”O  | Con su nombre de la época, aparece en el censo poblacional de 1880: «Pasagua, caserío del departamento de Zacapa, depende de la jurisdicción de San Agustín Acasaguastlán. Mide 3 manzanas. Residen allí 102 habitantes que cultivan cereales y fabrican sombreros de palma». | |
| Puerta de Golpe           | Al este de la unión del río Timiluya y la quebrada Arrozal, origen del río Lato, sierra de Las Minas.                                                         | 6 km por vereda al norte | 420                    | 14º59’37”  | 89º57’46”.  | | - Arrozal: al sur de la quebrada Arrozal, poco más de 1 km por vereda al noroeste de la aldea. - El Nanzal: en la sierra de Las Minas, 2 km por vereda al noroeste de la aldea, río Timiluya de por medio. - Jocotal: 1 km por vereda al norte de la aldea, al este del río Timiluya. En esta localidad se encuentra el NUFED. - Los Achiotes: antes de llegar a la quebrada de Tecuis. - Tenexte: al este del río Lato, 2 km por, vereda al sur de la aldea. - Vado Ancho: unos 3 km por vereda al sur de la aldea y al lado oeste del río Lato. En el censo de 1880 se lee: «Vado Ancho. Caserío del departamento de Zacapa, depende de la jurisdicción de San Agustín Acasaguastlán. Entre doce individuos está dividida la extensión de cinco manzanas que comprende. Los naturales tienen la industria de tejer sombreros de palma. 219 habitantes». La escuela se inauguró en 1972. - El Jute: al este del río Lato, 1 km al sur de la aldea por vereda. - Guarajaro: en una vega, margen este del río Lato, sierra de Las Minas. 1½ km por vereda al sur de la aldea, al sur del caserío El Jute y al norte del caserío Tenexte. - Las Vigas: antes paraje. En la sierra de Las Minas y en las cabeceras de la quebrada Las Vigas. 4½ km por vereda al sureste de la aldea. - Limoncito: a 1 km por vereda al este de la aldea. - Tishical: 3 km al suroeste de la aldea, río Lato de por medio. - Tipicto |
| Santa Gertrudis           | En el entronque con la carretera Interoceánica CA-9 | 3 km por camino de revestimiento suelto al norte de la aldea | 290                    | 14°55'32"  | 90°00'40"O  | Conforme a lo publicado a raíz del censo de 1880: "Santa Gertrudis, aldea del departamento de Zacapa, dista de su cabecera del mismo nombre 15 leguas; 248 habitantes. La más importante producción agrícola es el cacao y el café, sin que falten frutas y granos; los naturales tienen la industria de tejer sombreros de palma. Hay un correo mensual establecido, y depende esta aldea de la jurisdicción de San Agustín". | |
| Tecuis                    | | 12.5 km por vereda al noreste | 800                    | 15°01’03’’ | 89°58’02’’O | | - Zapata: la margen del río Timiluya, 1½ km por vereda al oeste de la aldea. - Los Chavez: unos 2 km por vereda al norte de la aldea. |
| Timiluya                  | | Aproximadamente 12 km por vereda al norte | 560                    | 15°00’20”  | 89°58’00"O  | | - Cuchilla de agua: en las márgenes del río Hayvaso. 1½ km por vereda al noroeste de la aldea. - El Aguacate - El Chorro |
| Tulumaje                  | Cuenta con oficina postal de 4ª. categoría de la Dirección General de Correos y Telégrafos.                                                                   | Por la ruta nacional 17 al este 2½ km al caserío Santa Gertrudis, en el entronque con la carretera Interoceánica CA-9. | 300                    | 14°55’33”  | 90°01’50”O  | El censo de 1880 reporta que «Tulumaje, aldea del departamento de Zacapa, depende de la jurisdicción de San Agustín. Dista de la cabecera quince leguas; 266 habitantes. Se fabrican allí sombreros de palma y canastos de varias clases. Existe una escuela para niños y un correo mensual». No aparece en la demarcación política publicada en 1892. Tiene servicio de agua potable y en enero de 1973 se inauguró el edificio escolar mixto «Mario Méndez Montenegro». | San Esteban: al norte del río Grande o Motagua. 1 km por la ruta nacional 17 al este de la aldea. Anteriormente era conocido como «Los Ahorcados», pero cambió su nombre por acuerdo gubernativo del 27 de marzo de 1951. |
| Tulumajillo               | Al lado oeste del río Tulumajillo, en que cambia su nombre a Tulumaje, sierra de Las Minas.                                                                   | Por la ruta nacional 17 al este 1½ km a la aldea Tulumaje y de allí 2½ km a la aldea Tulumaje y de allí 2½ km al caserío Santa Gertrudis, donde enlaza con la carretera Interoceánica CA-9. Por la misma noreste unos 3 km al entronque con la ruta nacional 4, y 3 km rumbo noreste lleva a la cabecera. | 350                    | 14°50’30”  | 90°02’50’’. | Conforme se publicó a raíz del censo de 1880: "Tulumajillo, aldea del departamento de Zacapa, depende de la jurisdicción de San Agustín. Dista de la cabecera quince leguas; 461 habitantes. Los productos agrícolas consisten en cacao, caña de azúcar, café, plátanos, maíz y fríjol. Hay una escuela primaria y un correo mensual". No aparece en la Demarcación Política de la República de Guatemala, Oficina de Estadística, 1892. Cuenta con servicio de agua potable. Por acdo. gub. del 14 de diciembre de 1949 se adquirió el terreno para una escuela mínima. Funciona oficina postal de 4ª. categoría de la Dirección General de Correos y Telégrafos.                                                                        | - Las Juárez: en la margen oeste del río Tulumajillo, sierra de Las Minas. Y los parajes: - El Escondido: en la sierra de Las Minas y en el lindero sur de la montaña de Miranda, al sur de las cabeceras del río Concepción, al oeste del casco de la finca Las Delicias y del paraje El Manzanillo; al norte del casco de la finca La Piedad. - El Molendero: - Piedras Blancas: al sureste del casco de la finca San Miguel y al norte del de la finca Los Bálsamos. - San Carlos: - El Manzanillo: en la sierra de Las Minas, al sur de la montaña de Miranda, al oeste del casco de la finca Las Delicias. - Llano de Jesús: en la sierra de Las Minas, al este de la cabecera, río Lato de por medio. - Rancho Viejo - Santa Elena: al sur del caserío El Estucal, al norte del casco de la finca Monte Negro, Sierra de Las Minas |

## Geografía física
La altura oficial de la cabecera municipal es de 290 m s. n. m.

### Clima
La cabecera municipal de San Agustín Acasaguastlán tiene un clima de estepa (Clasificación de Köppen:BSh).
| Parámetros climáticos promedio de Tactic | Parámetros climáticos promedio de Tactic | Parámetros climáticos promedio de Tactic | Parámetros climáticos promedio de Tactic | Parámetros climáticos promedio de Tactic | Parámetros climáticos promedio de Tactic | Parámetros climáticos promedio de Tactic | Parámetros climáticos promedio de Tactic | Parámetros climáticos promedio de Tactic | Parámetros climáticos promedio de Tactic | Parámetros climáticos promedio de Tactic | Parámetros climáticos promedio de Tactic | Parámetros climáticos promedio de Tactic | Parámetros climáticos promedio de Tactic |
| Mes                                      | Ene.                                     | Feb.                                     | Mar.                                     | Abr.                                     | May.                                     | Jun.                                     | Jul.                                     | Ago.                                     | Sep.                                     | Oct.                                     | Nov.                                     | Dic.                                     | Anual                                    |
| ---------------------------------------- | ---------------------------------------- | ---------------------------------------- | ---------------------------------------- | ---------------------------------------- | ---------------------------------------- | ---------------------------------------- | ---------------------------------------- | ---------------------------------------- | ---------------------------------------- | ---------------------------------------- | ---------------------------------------- | ---------------------------------------- | ---------------------------------------- |
| Temp. máx. media (°C)                    | 29.8                                     | 31.9                                     | 33.8                                     | 34.7                                     | 33.8                                     | 32.1                                     | 31.3                                     | 32.0                                     | 31.5                                     | 30.6                                     | 30.2                                     | 29.5                                     | 31.8                                     |
| Temp. media (°C)                         | 24.3                                     | 25.9                                     | 27.4                                     | 28.5                                     | 28.1                                     | 26.8                                     | 26.3                                     | 26.7                                     | 26.4                                     | 25.7                                     | 25.2                                     | 24.2                                     | 26.3                                     |
| Temp. mín. media (°C)                    | 18.8                                     | 19.9                                     | 21.1                                     | 22.4                                     | 22.4                                     | 21.5                                     | 21.3                                     | 21.4                                     | 21.4                                     | 20.8                                     | 20.2                                     | 19.6                                     | 20.9                                     |
| Precipitación total (mm)                 | 2                                        | 3                                        | 4                                        | 27                                       | 70                                       | 150                                      | 110                                      | 84                                       | 158                                      | 96                                       | 19                                       | 3                                        | 726                                      |
| Fuente: Climate-Data.org                 |                                          |                                          |                                          |                                          |                                          |                                          |                                          |                                          |                                          |                                          |                                          |                                          |                                          |

### Ubicación geográfica
San Agustín Acasaguastlán está prácticamente rodeado por municipios del departamento de El Progreso: 
- Norte: Panzós, municipio del departamento de Alta Verapaz
- Este: Usumatlán, municipio del departamento de Zacapa y con San Cristóbal Acasaguastlán, municipio del departamento de El Progreso
- Oeste: Morazán, municipio del departamento de El Progreso
- Sur: Guastatoya y El Jícaro, también de El Progreso[10]

|                | Norte: Panzós               |                                             |
| Oeste: Morazán |                             | Este: Usumatlán San Cristóbal Acasaguastlán |
|                | Sur: Guastatoya y El Jícaro | Sureste: El Jícaro                          |

## Gobierno municipal
Los municipios se encuentran regulados en diversas leyes de la República, que establecen su forma de organización, lo relativo a la conformación de sus órganos administrativos y los tributos destinados para los mismos.  Aunque se trata de entidades autónomas, se encuentran sujetos a la legislación nacional y las principales leyes que los rigen desde 1985 son:
| N.º | Ley                                                | Descripción |
| --- | -------------------------------------------------- | --- |
| 1   | Constitución Política de la República de Guatemala | Tiene una regulación legal específica para los municipios en los artículos 253 al 262. |
| 2   | Ley Electoral y de Partidos Políticos              | Ley de carácter constitucional aplicable a los municipios en el tema de la conformación de sus autoridades electas. |
| 3   | Código Municipal                                   | Decreto 12-2002 del Congreso de la República de Guatemala. Tiene la categoría de ley ordinaria y contiene preceptos generales aplicables a todos los municipios, e inclusive contiene legislación referente a la creación de los municipios.             |
| 4   | Ley de Servicio Municipal                          | Decreto 1-87 del Congreso de la República de Guatemala. Regula las relaciones entra la municipalidad y los servidores públicos en materia laboral. Tiene su base constitucional en el artículo 262 de la constitución que ordena la emisión de la misma. |
| 5   | Ley General de Descentralización                   | Decreto 14-2002 del Congreso de la República de Guatemala. Regula el deber constitucional del Estado, y por ende del municipio, de promover y aplicar la descentralización y desconcentración económica y administrativa.                                |

El gobierno de los municipios está a cargo de un Concejo Municipal mientras que el código municipal —ley ordinaria que contiene disposiciones que se aplican a todos los municipios— establece que «el concejo municipal es el órgano colegiado superior de deliberación y de decisión de los asuntos municipales […] y tiene su sede en la circunscripción de la cabecera municipal»; el artículo 33 del mencionado código establece que «[le] corresponde con exclusividad al concejo municipal el ejercicio del gobierno del municipio».
El concejo municipal se integra con el alcalde, los síndicos y concejales, electos directamente por sufragio universal y secreto para un período de cuatro años, pudiendo ser reelectos.
Existen también las Alcaldías Auxiliares, los Comités Comunitarios de Desarrollo (COCODE), el Comité Municipal del Desarrollo (COMUDE), las asociaciones culturales y las comisiones de trabajo. Los alcaldes auxiliares son elegidos por las comunidades de acuerdo a sus principios y tradiciones, y se reúnen con el alcalde municipal el primer domingo de cada mes, mientras que los Comités Comunitarios de Desarrollo y el Comité Municipal de Desarrollo organizan y facilitan la participación de las comunidades priorizando necesidades y problemas.
Los alcaldes que ha habido en el municipio son:
- 2012-2016: Mario Castro[12]
- 2016-2020: José Manuel Hichos
- 2020-2024: René Marroquín
- 2024-2028: Byron Aguilar

## Historia

### Época colonial
El historiador criollo Francisco Antonio de Fuentes y Guzmán, describió el Corregimiento Cazabastlán en su obra Recordación Florida, mencionando a San Agustín «que pertenece a la corona» de la forma siguiente: «[....] Todo el resto acerca de aqueste pueblo es como el de la cabecera, con las cubiertas de paja sobre paredes de adobes, bajas y estrechas, que en tierra de calidad caliente y seca hace mayor, por el abrigo, la penalidad del calor, no siendo menos molesta su habitación por esta causa, de gran bochorno a todas horas, como por las demás incomodidades de tierra caliente, en la abundante producción de sabandijas y el gran peligro en el invierno de temerosas tempestades, y en este no menos son las pensiones que hay en los demás pueblos de visita de este curato, como el de la Magdalena, de temperamento y cualidades correspondientes a los referidos. Tierra montuosa y cerrada de grande breña y espesura y en el tránsito voraginoso de unos a otros pueblos, el grave impedimento y cierto riesgo de caudalosos y nobles ríos, que cortando y atravesando la tierra por varias partes con madres profundas y tortuosas, hacen el referido estorbo a su camino de esta administración, más sin embargo del gran trabajo de sus sendas, en el buen celo de su cura no se echa menos en la doctrina y pronta administración cosa alguna, bien que en el ornato y en la fábríca de su templo, o por muy pobres los feligreses, o por no bien adecuado aquel terreno para la fábrica de la teja, se ve cubierto de palma sobre la pobre materia en sus paredes de unos adobes desnudos y sin repellos o argamasones que los cubran, más en éste de que hablamos, menos trabajo le ocasiona la cercanía de su asiento a una sola legua de distancia. El número de feligreses de este pueblo de la Magdalena, según su última tasación de tributarios enteros es el de cincuenta y cinco vecinos, que corresponden sus familias al número de doscientos y veinte habitadores, gente pobre por carecer de trato y grangería de los cacahuatales, que es en las tierras calientes lo que abastece y colma de bienes temporales a los indios, hace más llena y numerosa la vecindad de aqueste pueblo de la Magdalena, los feligreses que se le agregan de ladinos, que siendo cuarenta y tres, hacen el número de ciento y sesenta y ocho habitadores deste género».
En 1769, el arzobispo de Guatemala Pedro Cortés y Larraz visitó la entonces Parroquia de San Agustín de la Real Corona, e indicó que el pueblo de Santa María Magdalena estaba a una legua de la cabecera. Contaba con cien familias o quinientos ochenta y dos indígenas de habla mexicana, así como veinte familias de ladinos, con ciento siete personas. Cortés y Larraz escribió: «La gente anda en suma desnudez. Las cosechas que produce el terreno son: maíces, frijoles, caña, ganados y algún cacao, verduras y mucha fruta».

### Creación del Estado de Guatemala
El Estado de Guatemala fue definido de la siguiente forma por la Asamblea Constituyente de dicho estado que emitió la constitución del mismo el 11 de octubre de 1825: «el estado conservará la denominación de Estado de Guatemala y lo forman los pueblos de Guatemala, reunidos en un solo cuerpo.  El estado de Guatemala es soberano, independiente y libre en su gobierno y administración interior.»
Acasaguastlán fue uno de los municipios originales del Estado de Guatemala fundado en 1825; estaba en el departamento de Chiquimula, cuya cabecera era el municipio del mismo nombre, y tenía a los municipios de Zacapa, Acasaguastlán, Sansaria, Esquipulas, Jalapa, Mita.
La constitución del Estado de Guatemala promulgada el 11 de octubre de 1825 también estableció los circuitos para la administración de justicia en el territorio del Estado;  en dicha constitución se menciona que San Agustín Acasaguastlán pertenecía entonces al circuito de Acasaguastlán en el distrito N.º 4 (Chiquimula) junto con Sanarate, Acasaguastlán, Tocoy, Magdalena, Agua Blanca, Chimalapa, San Clemente y Guastatoya.

### Ferrocarril del Norte
Tras resultar electo como presidente en 1892, el presidente José María Reina Barrios se empeñó en el proyecto del Ferrocarril del Norte y el 19 de julio de 1895 emitió el decreto n.º 513, publicado ese mismo día en el diario oficial, en que se ordenaba la fundación de la ciudad de Puerto Barrios. El General Reyna Barrios colocó la primera piedra y declaró inaugurados los trabajos del ferrocarril.
1. Puerto Barrios
2. Tenedores
3. Los Amates
4. Gualán
5. El Rancho
6. Panajax

El 22 de noviembre de 1896 se inauguró el tramo de Zacapa a Puerto Barrios del Ferrocarril del Norte, que contaba con ciento y una millas, un poco más de la distancia total entre el puerto en el Atlántico y la Ciudad de Guatemala. Para entonces, el Norte de Guatemala era una región nueva, una fuente de riqueza no explorada y la construcción de la línea férrea prometía poder iniciar la explotación industrial y comercial de la región.
El tramo hasta El Rancho de San Agustín estuvo concluido en marzo de 1897, dejando construidos un total de ciento treinta y cuatro millas y nueve décimos; sin embargo, aunque el tramo del Rancho a Panajax no ofrecía extraordinarias dificultades debido a lo montañoso de la región, las últimas treinta y dos millas hasta la Ciudad de Guatemala si exigían penosas condiciones de trabajo, e incluso la construcción de un alto puente a la entrada Noreste de la ciudad.  Para llegar hasta allí, se tuvieron que sortear numerosas dificultates: leguas de terreno pantanoso, trayectos de base quebradiza, carestía de jornaleros y -sobre todo- los cambios en los precios internacionales que, en los últimos dos años del gobierno del general Reina Barrios cayeron estrepitosamente, especialmente los del café y de la plata.

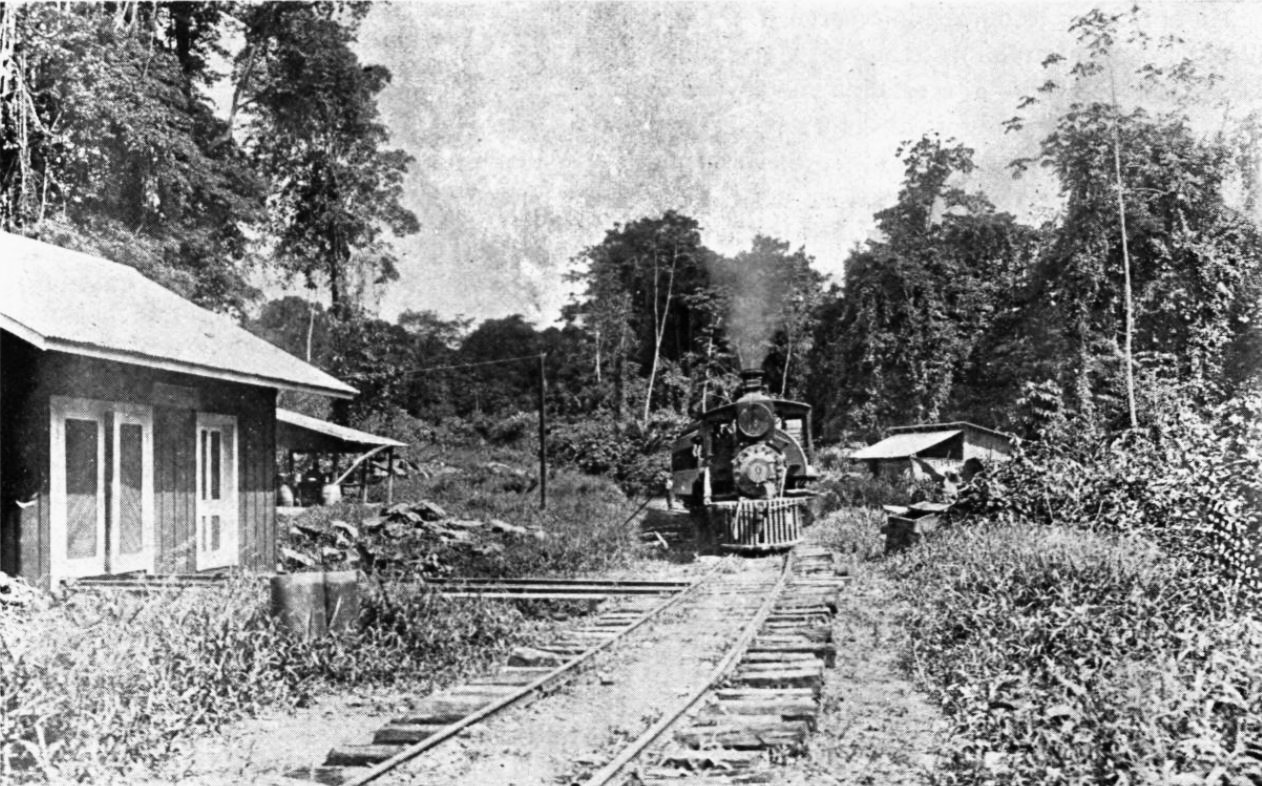
Casita de sección del ferrocarril en 1896. Fotografía de La Ilustración Guatemalteca.

El 15 de agosto de 1897, La Ilustración del Pacífico publicó un severo editorial sobre la situación económica del país, haciendo ver que el dinero que se había generado cuando el precio del café estaba alto se había despilfarrado de tal forma, que cuando éste cayó en los mercados internacionales se produjo una fuerte crisis económica derivada de la devaluación de la moneda circulante. Por su parte, el diario opositor La República informaba que el costo de la leche, los huevos y el pescado estaba tan elevado que solamente las familias acomodadas podían adquirirlos y solicitaba que se redujeran los aranceles a la harina para no debilitar a la población. La crisis llegó a tal grado, que el 8 de febrero de 1898 murió asesinado el presidente Reina Barrios.
Tras la muerte de Reina Barrios, el licenciado Manuel Estrada Cabrera llegó al poder, y en 1900 autorizó a su Ministro de Fomento, Rafael Spínola, que se encargara de realizar un contrato con la compañía estadounidense Central American Improvement Co. Inc. para terminar el tramo El Rancho a Ciudad de Guatemala, y reparar los tramos que ya estaban construidos pero que estaban abandonados.

### Departamento de El Progreso
El municipio de San Agustín Acasaguastlán pertenecía a Zacapa antes de que el decreto 683 del 13 de abril de 1908 del gobierno del licenciado Manuel Estrada Cabrera creara el Departamento de El Progreso.  El decreto de fundación decía que por la actividad comercial suscitada en los puntos por donde la vía férrea interoceánica pasaba se requería la más próxima vigilancia de las Autoridades no sólo para conservar el orden sino para encauzar las diversas corrientes del adelanto a un fin común se creó el departamento de El Progreso comprendiendo los siguientes Municipios: Cabañas, Acasaguastlán, Morazán, Sanarate, San Antonio La Paz, San José del Golfo, Guastatoya, Sansaria y las aldeas que están al Noroeste de Chiquimula formando la mitad de dicho Municipio.
Tras el derrocamiento de Estrada Cabrera en abril de 1920, el departamento se suprimió por el decreto gubernativo No. 756 del 9 de junio de 1920 del gobierno de Carlos Herrera y Luna, por no llenar las aspiraciones que el gobierno tuvo en mira para su creación, volviendo los municipios que lo conformaban a los departamentos a que pertenecían, con excepción de Guastatoya que formó parte de Guatemala.
El gobierno del general Jorge Ubico emitió el decreto legislativo de 1965 del 3 de abril de 1934 por medio del cual se creó de nuevo el Departamento de El Progreso retornando nuevamente el municipio de San Agustín Acasaguastlán al mismo. 
Hasta el gobierno del coronel Jacobo Arbenz Guzmán (1951-1954), el principal medio de transporte en Guatemala era el ferrocarril interoceánico, el cual era administrado por la International Railways of Central America (IRCA), subsidiaria de la United Fruit Company. El último año que IRCA reportó una ganancia fue en 1957.  En 1959, la carretera al Atlántico desde la Ciudad de Guatemala hasta Puerto Barrios fue inaugurada, lo que dio como resultado que los camiones obligaran al tren a reducir sus tarifas, además de que perdió mucha clientela.